# 斯皮爾博城堡
斯皮爾博城堡（捷克語：Špilberk）是位於捷克城市布爾諾的一座古堡。城堡始建於13世紀時期。14世紀中期之後，這裡成為一座監獄。之後又變為一座兵營。

## 外部連結
- 维基共享资源上的相關多媒體資源：斯皮爾博城堡
- Official website （页面存档备份，存于）
- Virtual show （页面存档备份，存于）